# Макмастер, Кайрон
Кайрон Энтони Макмастер (англ. Kyron Anthony McMaster; род. 3 января 1997, Род-Таун, Британские заморские территории) — легкоатлет Британских Виргинских Островов, специалист по барьерному бегу. Серебряный призёр чемпионата мира 2023 года, двукратный чемпион Игр Содружества, победитель Центральноамериканских и Карибских игр, участник летних Олимпийских игр 2020 года в Токио на дистанции 400 метров с барьерами.

## Биография
В 2016 году он завоевал бронзовую медаль на чемпионате мира среди юношей до 20 лет.
Кайрон представлял Британские Виргинские острова на чемпионате мира 2017 года, где финишировал в тройке лучших в личном зачете, но был дисквалифицирован за нарушение правил передвижения по дорожке. 
Личный рекорд в беге с барьерами на 400 метров — 47,08 сек, установленный в финале Олимпийских игр 2020 года, где Кайрон занял четвёртое место. Это текущий национальный рекорд.
Его личный тренер Ксавье (Даг) Сэмюэлс погиб 9 сентября 2017 года во время урагана «Ирма».
Макмастер завоевал первую в истории Игр Содружества для Британских Виргинских Островов медаль (золото) в беге на 400 м с барьерами в 2018 году, а затем завоевал еще одно золото на Играх Содружества, выиграв в Бирмингеме в 2022 году. 
В 2023 году на чемпионате мира в Будапеште Макмастер выиграл серебро в беге на 400 метров с барьерами с результатом 47,34. Это была первая в истории медаль чемпионатов мира для легкоатлетов Британских Виргинских Островов.